# 巨型側頸龜
巨型側頸龜（學名：Podocnemis expansa）是南美侧颈龟属的一種龜。它是最大的側頸龜，也是拉丁美洲最大的淡水龜類。它是一種素食動物，會集群在沙灘上築巢。由於人類的過度捕捉和環境破壞，其數量急劇下降。

## 分佈
它分佈於巴西、玻利維亞、秘魯、厄瓜多爾、哥伦比亚、委內瑞拉和圭亞那的亞馬遜河、奧里諾科河和埃塞奎博河流域，在發洪水的時候也會出現在特立尼達。水質渾濁與否對其影響不大。

## 特征

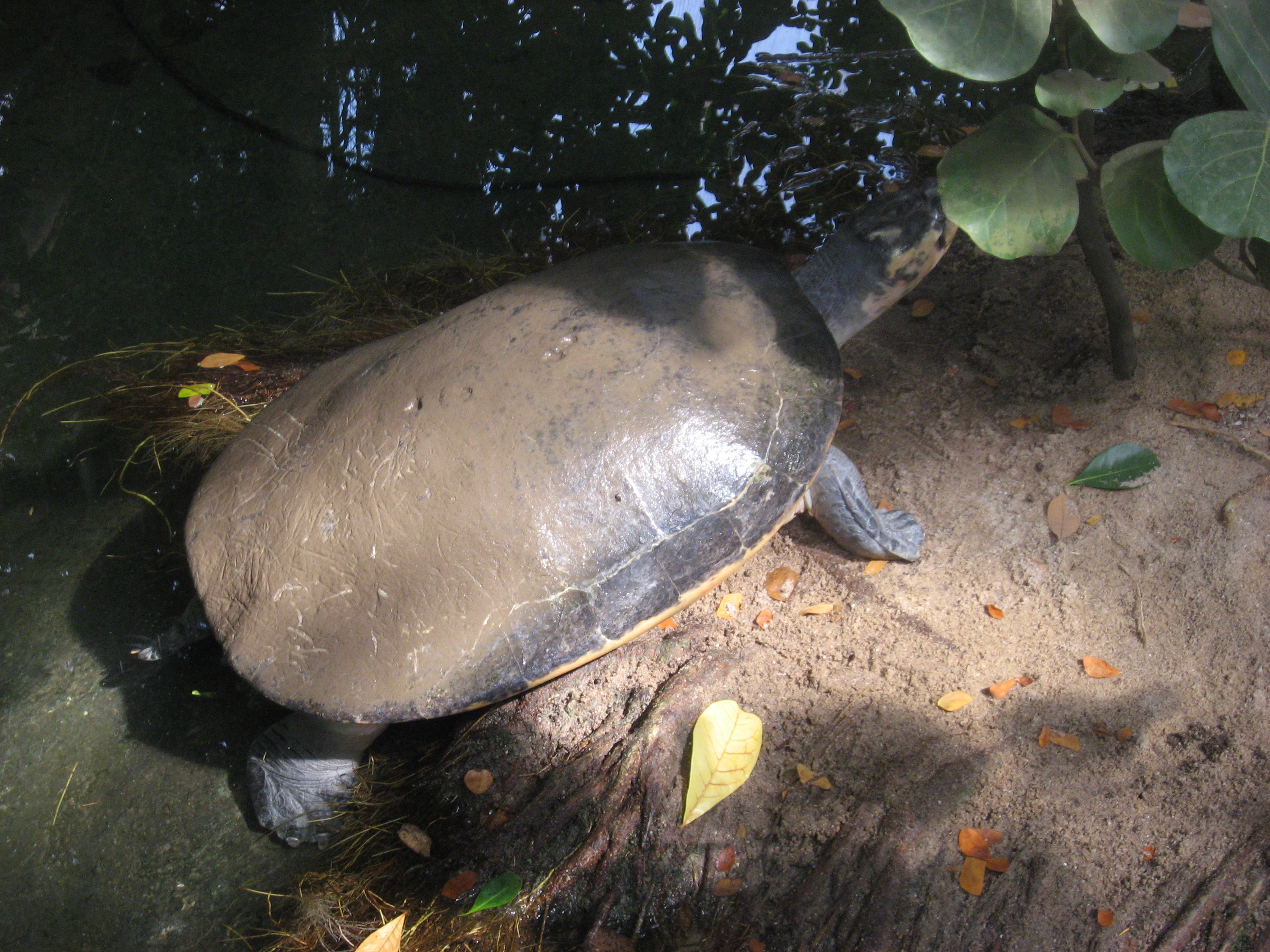
克雷菲爾德動物園的巨型側頸龜

其體重可達90（200磅），龜甲長可達1.07米（3.5英尺）。但實際上它們一般長不到那麼大，雌性甲殼長一般就在64—71 cm（2.1—2.3英尺）之間，雄性則在40—50 cm（1.3—1.6英尺）之間。除去體型的差異，雄龜的尾巴更長。其甲殼顏色有褐色、灰色、橄欖綠等，會根據食物不同而變化。

## 習性
巨型側頸龜在日間活動，以果實、種子、樹葉和水藻為食，偶然也會吃淡水海綿、動物的卵和尸體

### 繁殖

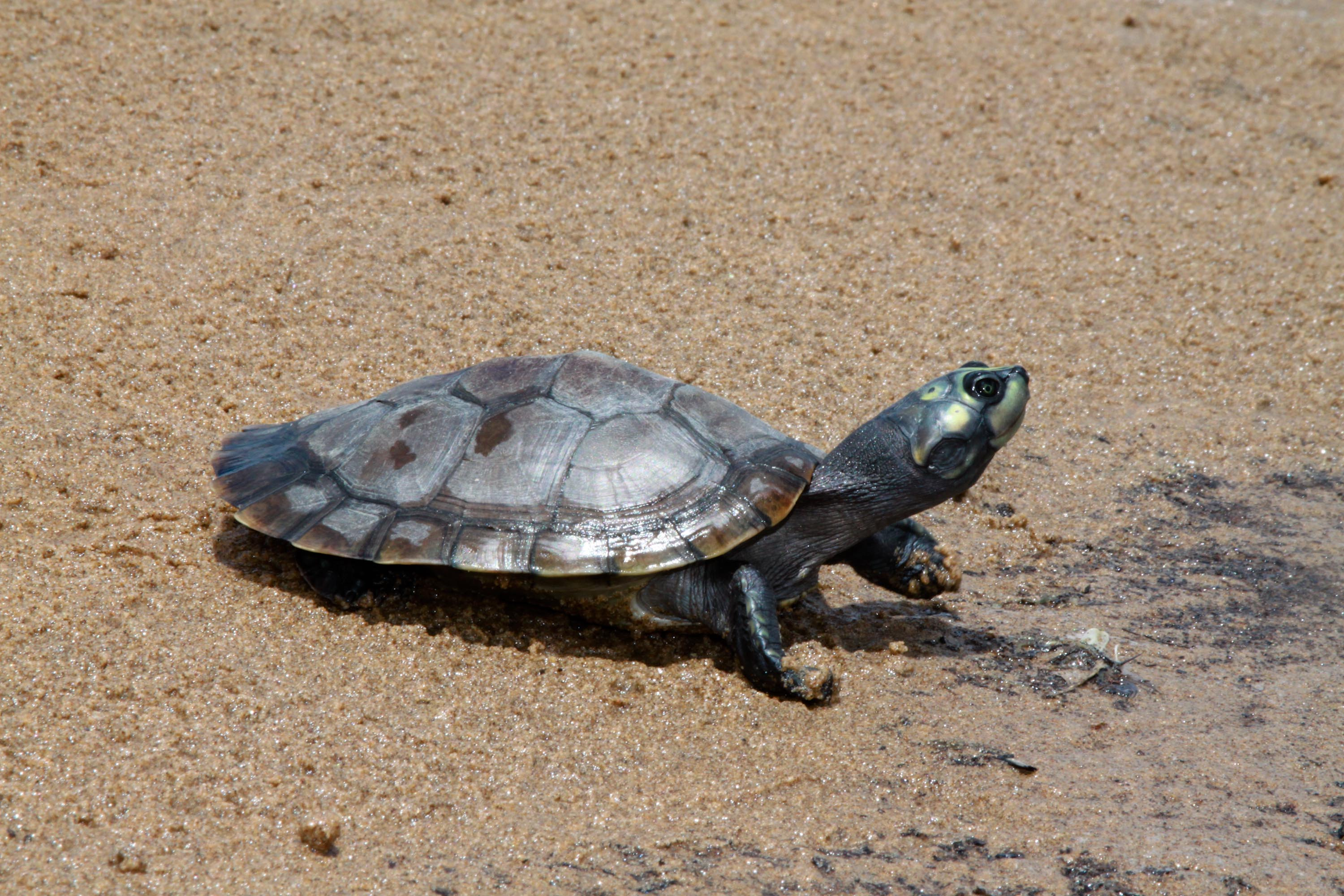
委內瑞拉的幼龜

它們在水中交配，集群在沙灘上產卵，種群數量可達500隻。雌性在交配季節喜歡在沙灘上曬太陽，這可能有助於它們排卵，但平時它們並不會這麼做。雌龜很警覺，在受到驚嚇後會迅速撤回水中。
雌龜在夜間產卵，它們會挖60—80 cm（2.0—2.6英尺）深的坑，一次產入75至120多枚卵。它們一般在枯水期产卵，等河水上漲之後幼龜就會孵化。在沒有被捕食者干擾的情況下，每個巢穴的孵化率在83%左右。卵的孵化需要50天左右，幼龜性別和環境溫度有關，高溫則產雌性，反之為雄性。幼龜長5 cm（2英寸），並迅速入水。但由於各種捕食者的存在，最後能活下來的不過5%。幼龜仍然集體生活，雌龜會發出特別的聲音來吸引幼龜。實際上，巨型側頸龜至少可以發出五種不同的聲音來傳遞不同的信息。
野生的巨型側頸龜壽命可超過20歲，飼養狀態下至少可以活到25歲以上，其壽命上限可能在80歲左右。

## 保護

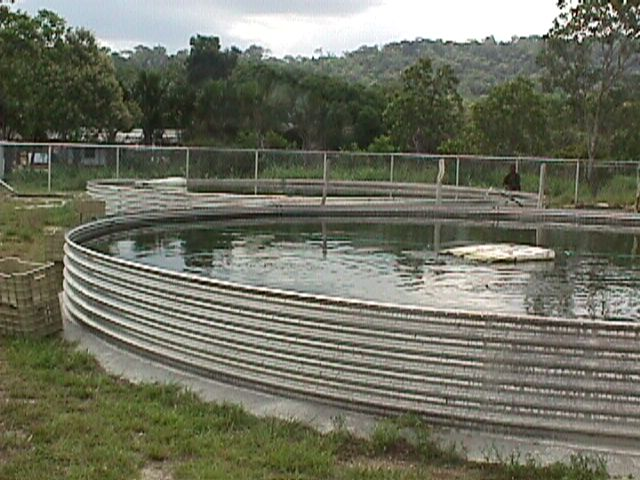
繁殖巨型側頸龜的設施，委內瑞拉

這種龜並沒有被IUCN視為瀕危物種，但其種群數量確實在大幅下降。它们生长比较缓慢，雌龜需要4到8年才能達到性成熟（部分學者甚至認為需要17年），它們固定在一個沙灘上產卵的習性也令它們更容易被人類捕獲。1800年奧里諾科河上至少有33万隻築巢的雌龜，但1945年數量已經減半，2000年代可能就只有700–1300隻了。此外水質污染、修築大壩等行為都是造成其數量減少的元兇。巴西、哥倫比亞等部分國家已開始立法保護巨型側頸龜和他們產卵的沙灘，委內瑞拉則會收集龜卵進行人工孵育，但非法捕捉巨型側頸龜和採集其卵的行為並未停止。

## 外部連結
- Forero-Medina, G.;  et al. . Oryx. 2019: 1–8  [2020-04-25]. doi:10.1017/S0030605318001370. （原始内容存档于2021-02-23）.